# Xestia agalma
Xestia agalma är en fjärilsart som beskrevs av Rudolf Püngeler 1900. Xestia agalma ingår i släktet Xestia och familjen nattflyn. Inga underarter finns listade i Catalogue of Life.